# انگمی‌های غوزه‌ای
انگمی‌های غوزه‌ای (نام علمی: Neolitsea) نام یک سرده از تیره برگ‌بوئیان است.